# ハダ
ハダ（モンゴル語：ᠬᠠᠳᠠ, ラテン文字：Hada, キリル文字：Хада, 中国語簡体字：哈达, 繁体字：哈達, 1955年11月29日 - ）は、中華人民共和国のモンゴル族の人権活動家。南モンゴル民主連盟代表を務める分離独立運動家。2010年12月10日に刑務所から釈放された直後から中国政府に拘留された妻子ともに行方不明となっていた。南モンゴル人権情報センターは中華人民共和国の法律にも反する違法行為であると中国共産党政府を批判していた。アムネスティもハダとその家族の所在を明らかにするよう求めていたが、2014年12月10日、ハダが4年の追加刑期を終えて出所したと中国外務省は発表した。ハダは出所後も中国政府の軟禁下に置かれていたが、2025年1月25日、軟禁先からフフホト市内の病院に緊急搬送された。多臓器不全の疑いとのこと。その後再びいずれかの場所で軟禁されているものと見られている。

## 来歴

SMG

内モンゴル自治区ヒンガン盟ホルチン右翼前旗に生まれる。
学生時代から内モンゴル自治区におけるモンゴル族の地下組織（内モンゴル人民党の前身）に加入し、テムチルト、フチントゥグス、王満来らとともにモンゴル族の政治的・社会的権利および言語・文化・宗教を守るために活動を開始する。1981年に中国共産党による内モンゴル自治区への漢族大量移民計画に反対して一斉に決起した南モンゴル学生運動にも参加した。
1983年に内モンゴル師範大学（en）モンゴル語学院を卒業。その後、内モンゴル人民出版社の編集者として3年間勤める。1986年から内モンゴル師範大学法政学院で哲学を専攻し、1989年に修了。同年10月、フフホトにてモンゴル学の専門書店である蒙古学書社を開業した。

## 南モンゴルの民族自決闘争
1989年5月、テグシらモンゴル族の学生・知識人らとともにモンゴル文化救助会（後にモンゴル文化啓蒙会に改名）を結成した。これが母体となり、1992年5月25日に南モンゴル民主連盟が正式に発足する。主席に就任したハダは「南モンゴル民主連盟組織規制」および「南モンゴル民主連盟章程」を起草し、漢族による南モンゴル（内モンゴル自治区）の植民地化に抵抗して、モンゴル族の民族自決と民主化のために闘争することを宣言した。この時、ハダの書店の前には大勢のモンゴル族の若者が参集し、民族の英雄であるチンギス・ハーンの肖像画を掲げてモンゴルの歌を放吟した。
その後、雑誌「南蒙之声」を始めとする地下出版活動に専念する。ハダは自著「内蒙古之出路」の中で、文化大革命期に起きた内モンゴル人民革命党粛清事件、内モンゴル自治区への漢族の大量移民、民族自治の形骸化、草原の環境破壊、モンゴル族への産児制限政策を始めとする人権侵害など、中国共産党政府によって隠蔽されてきた真実を暴露し、中華人民共和国憲法の枠内で保障されているモンゴル族の権利を擁護するために南モンゴルのモンゴル族が自ら声を上げるべきであると説いた。

## 投獄
1995年から南モンゴル民主連盟は、中華人民共和国憲法および内モンゴル自治区の法律が保障しているモンゴル族の権利の実現を要求して、フフホトで平和的なデモを活発に行うようになる。同年12月、教員と学生による大学のストライキおよびデモが行われた後、ハダと妻のシンナ、弟のハスを含む南モンゴル民主連盟員70名以上とデモ参加者を「分離活動を行なう非合法組織」として中国政府は逮捕した。南モンゴル民主連盟に関する書類等は全て没収された。その後1年間の未決勾留を経た1996年12月6日に、ハダは国家分裂罪と間諜罪により計15年の徒刑の判決が下され、ウラーンハダ市の内モンゴル第四刑務所に収監された。
上訴は1ヶ月後に収監中、刑務所の官吏や同室の漢族囚人による虐待を繰り返し受け続け、神経炎や心臓疾患に苦しんだが、度重なる家族の要請にもかかわらず刑務所側は治療を拒絶した。それにもかかわらず毎日10時間以上の強制労働が科された。また、蒙古学書社の看板を守り続けたシンナとウィレスは、約15年間、24時間体制で公安の監視下に置かれた。
2010年11月、ハダの釈放日にお祝いをしようとモンゴル族に呼びかけたホーチンフも違法に軟禁された。
2010年12月10日に刑期満了により釈放される予定であったが、12月4日に妻のシンナと息子のウィレスが中国政府に拘束され（2011年1月に逮捕）、家族全員が長く居行方不明のままであった。
2010年12月14日、ハダの義妹ナラー（Naraa）は公安に呼び出され、家族3人が会食している12月10日付の写真が収録されたCDが渡され3人が5つ星ホテルに滞在していると伝えられた。
アムネスティは「中国初のノーベル平和賞受賞者である劉暁波に世界が注目している間に、中国は活動家とその家族を強制失踪させ、目を向けさせないようにしているのです」と明らかにしている。
2011年1月8日には、南モンゴル人権情報センターの呼びかけにより、世界各国の中国大使館前で、南モンゴル出身のモンゴル人とその支援者によるハダの即時解放を求める抗議デモが行われた。
自由アジア放送は、ハダが刑期終了後も釈放されず、フフホトの秘密刑務所に拘束されていると報じた。

## 解放
2014年12月10日、中国外務省はハダが4年の追加刑期を終えて出所したと発表した。その後、ハダの話すメッセージ動画がYoutubeにアップロードされるなど、実際に解放されていることが確認された。
ラジオ・フリー・アジアによると、ハダは解放後も中国治安当局による監視下にあるとしている。ハダは4年間不法に身柄を拘束されたとして、中国政府と最高法院を必ず訴えると述べた。

## 軟禁
15年間の刑期、4年間の追加刑期の後、ハダはフフホト市内の秘密施設において現在に至るまで軟禁されている。1995年の逮捕から、2025年で30年を迎えており、拘束は長期化している。

## ノーベル平和賞
ハダは山田宏参議院議員、島田洋一衆議院議員など4人の日本の国会議員によって、2025年ノーベル平和賞に推薦された。ハダをノーベル平和賞に推薦した日本の国会議員の事務局を務めたインド太平洋人権情報センター代表の石井英俊が、ノルウェーノーベル委員会から推薦受理のメールを1月26日に受け取ったことが、産経新聞によって報じられている。